# In Ipso
 In Ipso  è un'enciclica di papa Leone XIII, datata 3 marzo 1891, scritta all'Episcopato austriaco circa l'opportunità della convocazione annuale di congressi dei Vescovi.